# Люмен Филд
«Люмен Филд» (англ. Lumen Field) — многофункциональный стадион в Сиэтле (штат Вашингтон, США), находящийся недалеко от делового центра города. Предназначен для проведения соревнований по различным видам спорта, концертов и выставок. Является домашней ареной для команд «Сиэтл Сихокс» из Национальной футбольной лиги (НФЛ) и «Сиэтл Саундерс» из MLS. Первоначально стадион назывался «Сихокс Стэдиум», но после того как телекоммуникационная компания Qwest купила права на название сооружения 23 июня 2004 года был переименован в «Куэст Филд». После поглощения Qwest компанией CenturyLink, в 2011 году стадион получил название «Сенчури-Линк Филд». После ребрендинга CenturyLink в Lumen Technologies в сентябре 2020 года, 19 ноября 2020 года стадион был переименован в «Люмен Филд». Кроме стадиона, комплекс включает в себя «Ивент-центр» с театром WaMu, гараж для парковки автомобилей и общественную плазу.
По итогам голосования жителей штата финансирование строительства комплекса было одобрено 17 июня 1997 года. Работы на строительной площадке началось в 1998 году, строительство самого стадиона — в 2000 году. Открытие комплекса состоялось 28 июля 2002 года. Управлением стадиона занимается компания First & Goal, созданная владельцем «Сихокс» Полом Алленом.
Первым мероприятием, прошедшим на стадионе, стал футбольный матч клуба Объединённой футбольной лиги «Сиэтл Саундерс», а с 2003 года «Саундерс» стали регулярно использовать этот стадион как домашнее поле. С 2009 года, после появления команды MLS в Сиэтле, на нём свои домашние матчи стал проводить клуб ФК «Сиэтл Саундерс». В этом же году здесь проходил Кубок MLS. Стадион также принимал финальные матчи открытого кубка США по футболу в 2010 и 2011 годах, в которых дважды победу одерживали ФК «Сиэтл Саундерс», оба раза матч стал поводом к созданию нового рекорда посещаемости стадиона.

## История
В 1976 году в Сиэтле начала выступать команда Национальной футбольной лиги «Сиэтл Сихокс», которая свои домашние матчи проводила на стадионе «Кингдоум». В 1995 году владелец команды «Сихокс» Кен Беринг предложил округу Кинг выпустить облигации и на полученные деньги построить новый стадион. Это предложение было отклонено, в результате чего Беринг пригрозил, что продаст команду или перевезёт её в другой город.
В 1997 году местный миллиардер Пол Аллен пообещал купить клуб при условии, что город построит новый стадион, поскольку команда не будет приносить прибыль, пока не покинет «Кингдоум». Он попросил законодательное собрание штата провести референдум, на который вынести вопрос о финансировании строительства нового стадиона. Он также согласился покрыть все перерасходы, которые возникнут при строительстве. После того, как Аллен согласился заплатить 4 млн долларов на проведение референдума, законодательное собрание дало согласие.
Голосование было назначено на июнь 1997 года, однако в мае житель Сиэтла подал иск, в котором утверждал, что законодательное собрание не имеет права проводить подобные голосования, так как расходы на его проведение будут покрываться частным лицом, которое может получить выгоду от результата. Рассмотрение этого дела было отложено до проведения голосования. В предложение вошло строительство не просто нового стадиона для «Сихокс», а многофункционального стадиона, способного также принимать футбольные матчи.
Голосование прошло 17 июня 1997 года, на котором 820 364 человека (51,1 %) высказались за строительство сооружения, а 783 584 человека — против. В Сиэтле голоса разделились примерно поровну, а в северо-восточных и восточных пригородах города за строительство высказалось 60 % жителей. В восточной же части штата жители отнеслись к строительству негативно. В октябре Высший суд округа Терстон принял решение по иску против проведения референдума и постановил, что законодательное собрание действовало в пределах своих полномочий и в интересах общественности, и отклонил иск. В декабре Верховный суд штата Вашингтон оставил решение в силе.
После одобрения строительства на референдуме было создано государственно-частное партнёрство Public Stadium Authority для наблюдения за общественной собственностью — стадионом, выставочным центром и гаражным комплексом. Аллен купил «Сихокс» и основал компанию First & Goal, которая должна была заняться строительством и управлением сооружением. Бюджет строительства составил 430 млн долларов, из которых 44 млн предназначались для возведения «Ивент-центра», 25 млн — парковки и 360 млн долларов — стадиона. На строительство город выделил 300 млн долларов, а перерасход в 130 млн должна была покрыть компания First & Goal. Для покрытия расходов городские власти организовали спортивную лотерею, ввели налоги на разрешения строительства сооружений и парковок, налог на продажу в кредит и рассрочку и увеличили налог на гостиничный бизнес в округе Кинг на 2 % в течение 8 лет. Налоги на разрешения и парковки были установлены на уровне 2 %.
В сентябре 1998 года First & Goal подписали 30-летний контракт на аренду стадиона с возможностью продления ещё на 20 лет. Согласно договору, Public Stadium Authority будет ежегодно получать 850 000 долларов от First & Goal (с учётом инфляции), а First & Goal будет получать все доходы от стадиона и парковок. Компания также будет получать 80 % доходов от выставочного центра, а остальные 20 % будут направляться в образовательный фонд штата. Компания будет нести все расходы на управление и содержания комплекса, которые оцениваются в 6 млн долларов в год, и обязана поддерживать сооружения в «первоклассном» состоянии. Среди других условий аренды: наличие доступных по цене мест (не менее 10 % мест должны стоить не дороже средней цены самых дешёвых мест среди всех команд НФЛ), координация усилий с руководством «Сэфико-филд» для предотвращение городских пробок, продажа прав на название стадиона и других сооружений (деньги этого должны пойти на содержание и усовершенствование комплекса), инвестиции в монументальное искусство на стадионе (компания должны инвестировать 1,75 млн долларов), на каждой домашней игре «Сихокс» один люкс должен отдаваться болельщикам, которые определяются путём лотереи.

## Проектирование и строительство

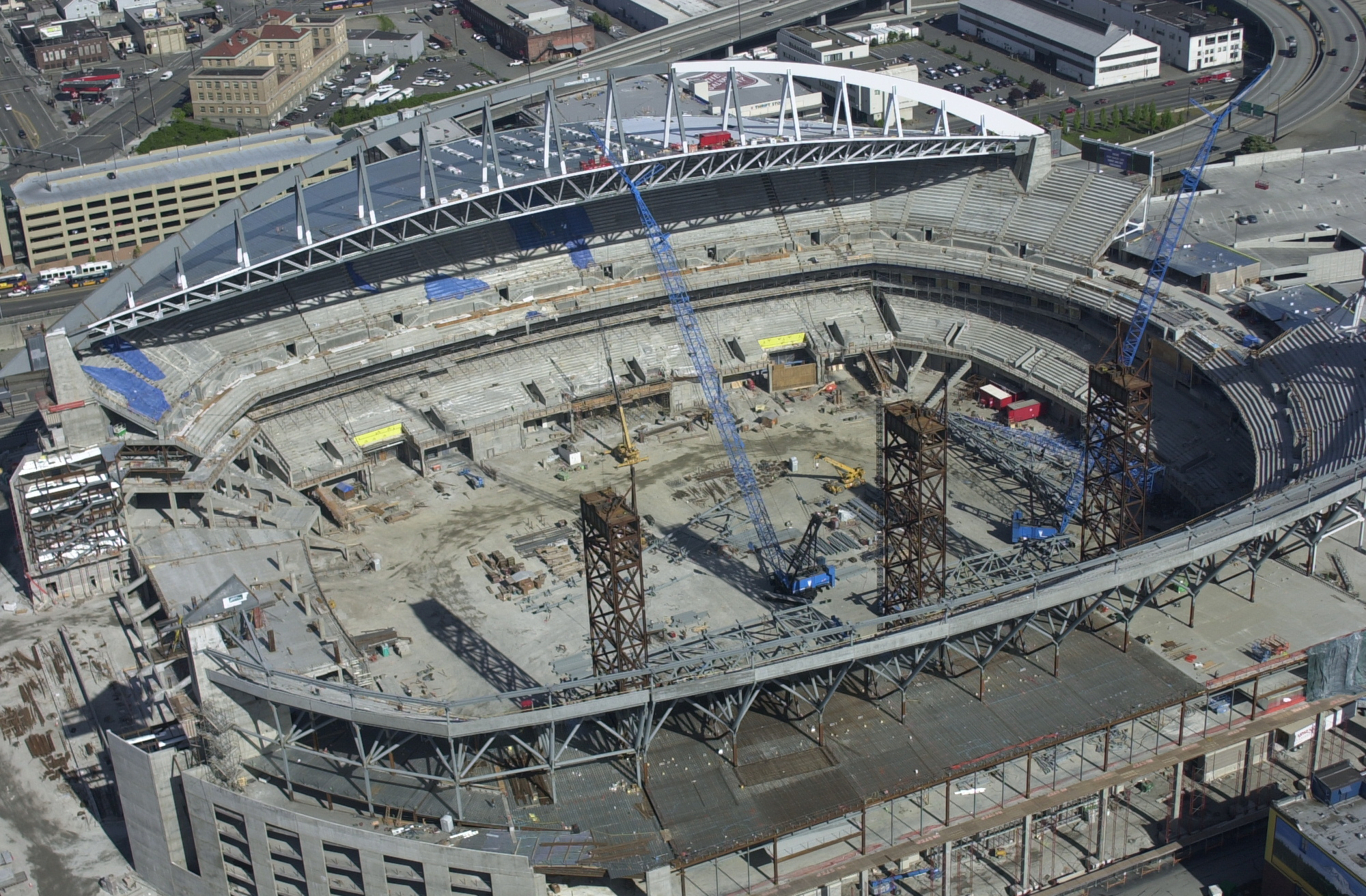
Стадион во время строительства в 2001 году

Архитектурное бюро Ellerbe Becket, совместно с Loschky Marquardt & Nesholm Architects разработали проект комплекса общей площадью 140 000 м². В разработке проекта принял участие также сам Пол Аллен. Ещё в детстве он посещал игры Вашингтонского университета на открытом стадионе «Хаски», и его целью стало создание подобной атмосфере и в новом сооружении. Проект выставочного центра разрабатывался 14 месяцев Loschky Marquardt & Nesholm Architects, в то время как First & Goal управляли строительством. Были организованы встречи с местными жителями, на которых обсуждалось влияние строительства, компания организовала специальный фонд в 6 млн долларов для уменьшения негативного влияния на прилегающие районы. Компанией было выделено контрактов на сумму 81 млн долларов на выполнение работ компаниями, которыми владеют национальные меньшинства и женщины. Согласно договору с местными профсоюзами, 19 % рабочих составили ученики.
В сентябре 1998 года началось строительство выставочного центра и гаражного комплекса. Центр был открыт в октябре 1999. Всё это время «Кингдоум» продолжал быть местом проведения выставок и концертов, и лишь после открытия центра он был снесён, чтобы освободить место для будущего стадиона. Более ранний снос «Кингдоума» привёл бы к потере огромных выставочных площадей и большим денежным потерям. Новый выставочный центр предоставил бо́льшие площади для проведения выставок, чем не предназначенный для этих целей «Кингдоум» и, по оценкам The Stadium Authority, способен приносить ежегодно более 500 млн долларов в экономику региона. Практически все обломки «Кингдоума» в последующем были переработаны и около половина из них пошло на строительство нового стадиона.
Уже в начале строительства его участникам пришлось столкнуться с трудностями. Более 100 лет назад место для будущего строительства было частью залива Эллиот, которое позже было засыпано грунтом с холмов и представляло собой болото, периодически заливаемое приливами. Поэтому верхний слой грунта был очень мягким. Чтобы строительство такого массивного сооружения стало возможным, в грунт было забито 1750 трубчатых металлических свай диаметром 50-60 сантиметров и длиной до 27 метров, которые затем были заполнены армированным бетоном. Для устранения влияния мягкого грунта, температурных изменений и возможных землетрясения, стадион был сделан из восьми соединённых отдельных секций. Прилегающий выставочный центр и гаражный комплекс стали ещё двумя отдельными секциями и не являются частью стадиона.

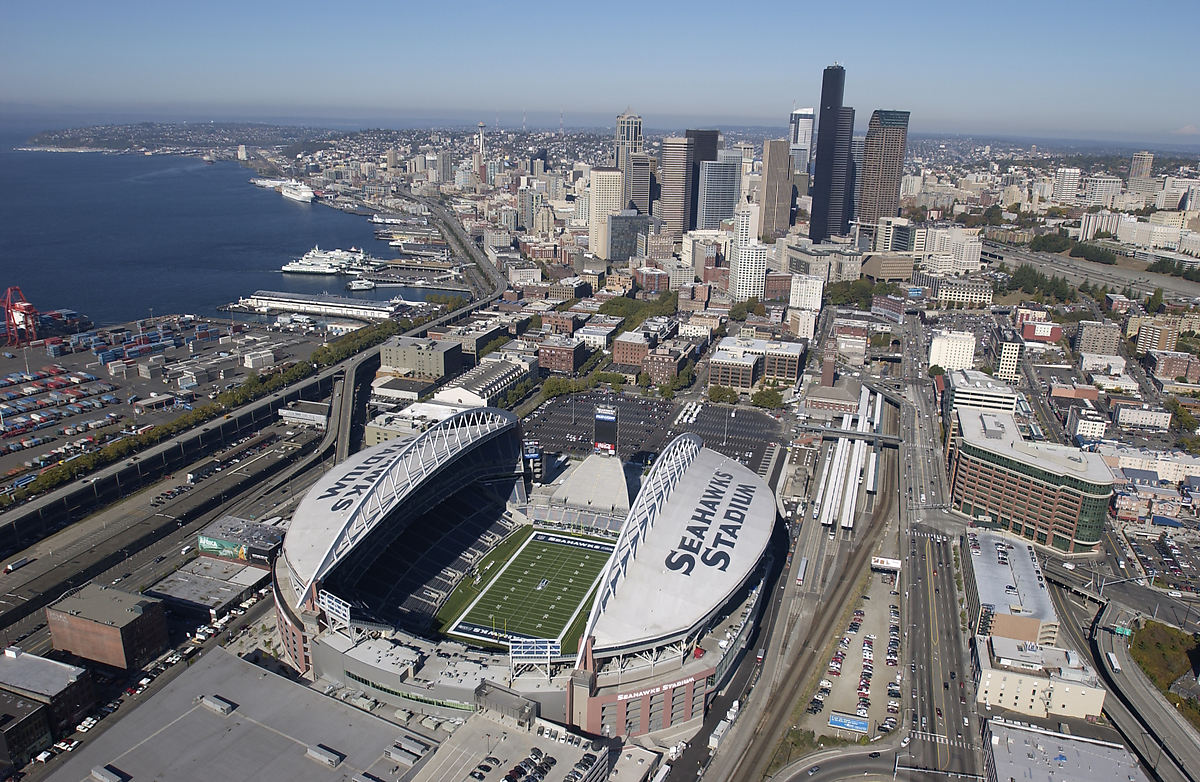
Стадион после завершения строительства в 2002 году

Под строительство стадиона был выделен один из самых маленьких участков относительно любого другого нового стадиона НФЛ. Поэтому, чтобы разместить достаточное количество людей в ограниченном пространстве, верхние трибуны нависают над нижними. Вместе с углом, под которым расположены сиденья и нижней секцией, находящейся ближе к полю, это обеспечивает лучший обзор поля, чем в других подобных сооружениях и позволяет вместить 67 000 человек. Для специальных мероприятий количество мест может быть увеличено до 72 000. В это число также входит 111 VIP-лож и более 7000 клубных мест. В разных местах стадиона также есть 1400 мест для людей с инвалидностями и их сопровождающих. По состоянию на 2009 год «Куэст Филд» занимал 21 место среди 31 стадионов НФЛ по вместимости.

### Особенности
«Люмен Филд» имеет U-образную форму с открытым северным концом, что обеспечивает вид на деловую часть Сиэтла. С противоположной стороны, через частично открытую южную сторону, видна выдвижная крыша «Сэфико-филд» и гора Рейнир. Вестибюли стадиона широкие и обеспечивают дополнительный вид на прилегающие территории. В северной части стадиона построена 13-этажная башня, визуально дополняющая панораму Сиэтла. На башне расположено вертикальное табло, первое подобное табло на стадионах НФЛ. В основании башни находится «лопатка»-образная трибуна на 3000 мест, получившая название «Гнездо Ястреба».
Ещё одним нововведением для стадионов НФЛ стали VIP-ложи («красная зона»), расположенные сразу за северной зоной защиты. Впоследствии это нововведение переняло ещё три стадиона НФЛ — «Ковбойз Стэдиум», «Лукас Ойл Стэдиум» и «Метлайф-стэдиум». Однако, строительство люксов в таком месте было очень рискованно. Мало кто думал, что найдутся желающие платить десятки тысяч долларов за места с не лучшим видом на поле, а также с высоким уровнем шума, так как они находятся под трибуной самых неистовых болельщиков. Но после довольно медленного начала продаж билетов в «Красную Зону», вскоре все 12 люксов были распроданы. Некоторые игроки даже купили там места для своих семей.

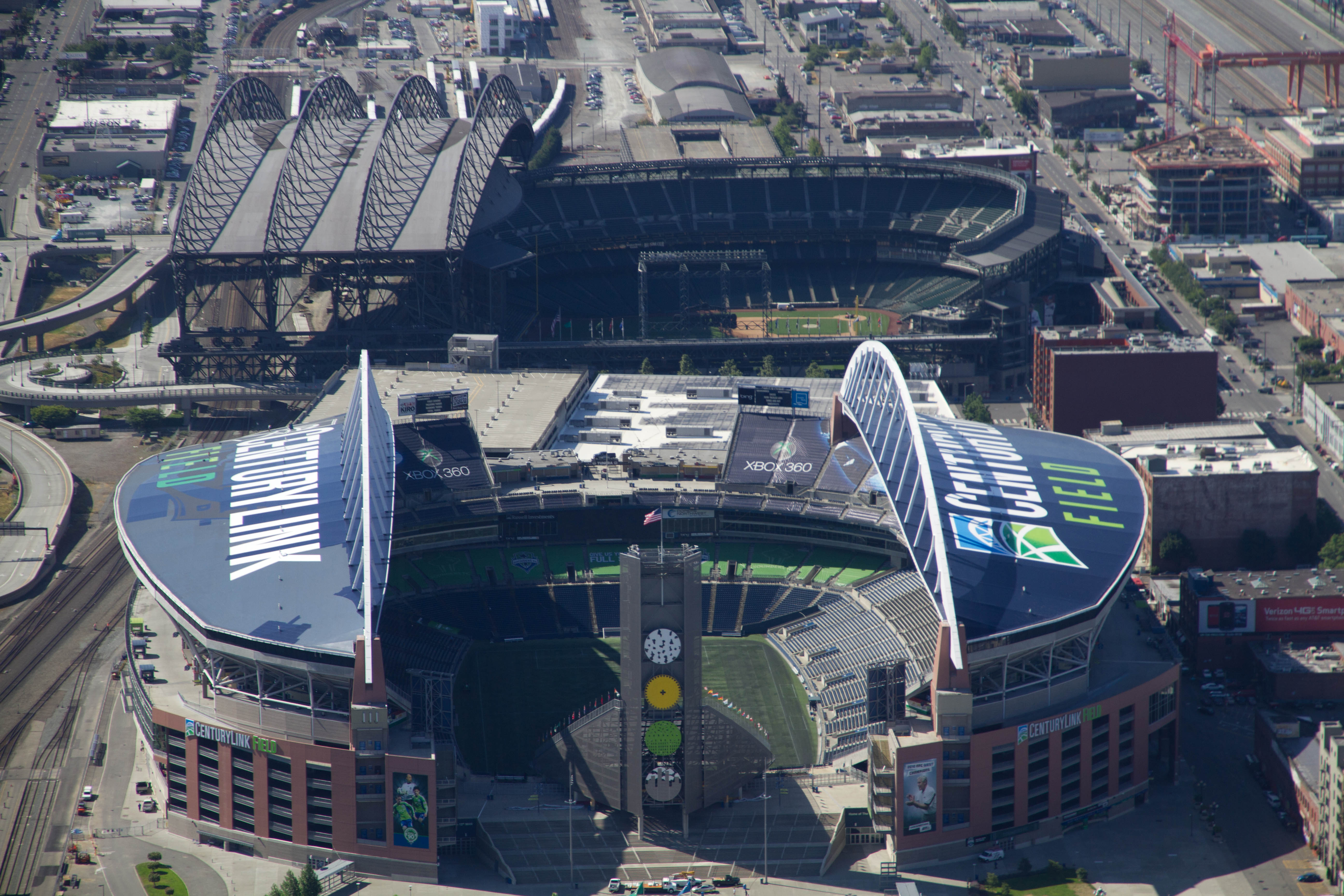
Крыши «Люмен Филд» и «Сэфико Филд»

Ещё на ранних стадиях проектирования стадиона Аллен отклонил идею раздвижной крыши. Её отсутствие позволяет отказаться от дополнительных элементов конструкции, позволяет наслаждаться видом города во время игры и снизило стоимость строительства. Имеющаяся крыша площадью 19 000 м², накрывает 70 % мест, но оставляет игровое поле открытым. Кровля стадиона состоит из двух симметричных частей, каждая из которых — часть эллипса, обрезанная со стороны поля прямой линией. Эллиптическая часть контура опирается на наружные стены чаши стадиона.
Прямолинейная часть контура представляет собой однопролётную арку длиной 720 футов. Арка является сложной пространственной конструкцией, безраспорной, с затянутым нижним поясов. Её нижним поясом служит пространственная металлическая ферма треугольного сечения, в нижний пояс фермы, в свою очередь, введена затяжка из пяти элементов по 26 канатов каждый. Верхний пояс арки представляет собой коробчатую металлическую балку. Пояса связаны между собой А-образными распорками. Верхний пояс конфигурирован по цепной линии, что минимизирует усилия сдвига в его элементах. Конструкция была собрана на монтажных опорах, после чего канаты были затянуты, и арка поднялась над опорами.
Большую проблему для проектировщиков представляли неустойчивые, тиксотропные грунты основания, способные разжижаться под влиянием механического воздействия, в сочетании с высокой сейсмической активностью в данной местности. Ожидаемое смещение пилонов в случае землетрясения может достигать 30 см. Для обеспечения устойчивости в случае землетрясения кровля выполнена с полной сейсмической отрезкой от чаши стадиона. Арка опирается концами на два бетонных пилона через фрикционно-маятниковые опоры, обеспечивающие свободные горизонтальные перемещения (в том числе, и смещение опор относительно друг друга); трущиеся поверхности опор покрыты тефлоном. В случае землетрясения кровля должна совершать квазимаятниковые движения, период которых зависит только от кривизны опорной поверхности опоры. Опирание эллиптического контура кровли на периметральные стены чаши стадиона производится через металлические колонны, снабженные шарнирами на двух концах. Эта технология ранее не применялась для таких больших крыш, как в «Сенчури Линк-филд». За это архитектурное решение стадион в 2004 году получил Merit Award от Американского института стальных конструкций. Своё решение жюри прокомментировало так: «Идея изоляции крыши для противодействия поперечным нагрузкам при сейсмических явлениях отражает настоящее чувство изобретательности проектной группы».
Первоначально крыша была покрашена в белый цвет, чтобы стадион эстетически выделялся на фоне «Сэфико Филд» и близлежащих промышленных районов. На восточной стороне стадиона расположен большой светопрозрачный фасад, выходящий на район Интернешнл. Внешние бетонные стены стадиона выкрашены в оранжево-розовый цвет, а восточная сторона здания частично выложена красным кирпичом. Цвет и дизайн фасада были выбраны таким образом, чтобы стадион сочетался с более старыми зданиями, расположенными на Пионер-сквере. Для уменьшения расходов экстерьер не был полностью отделан кирпичом или декоративными стальными конструкциями. Высота кирпичной базы, на которой покоится стальная конструкция крыши имеет высоту 26 метров, что также было выбрано для отражения исторического облика района.
Во время строительства стадиона в Сиэтле произошло землетрясение с магнитудой 6,8 по шкале Рихтера. Здание во время землетрясения повело себя так, как и ожидали конструкторы, и пережило его с минимальными повреждениями. Строительство стадиона было закончено в пределах бюджета и на месяц раньше запланированного срока. За время строительства было произведено 134 830 тонн строительного мусора, 96 % из которых было переработано. По этому показателю строительная компания перевыполнила план и смогла сэкономить 4,8 млн долларов. Стоимость из расчёта на одно место составила на 7 % меньше, чем у 13 последних стадионов НФЛ. Благодаря такому успеху стадион получил награду от Ассоциации генеральных подрядчиков Америки.

## Покрытие поля

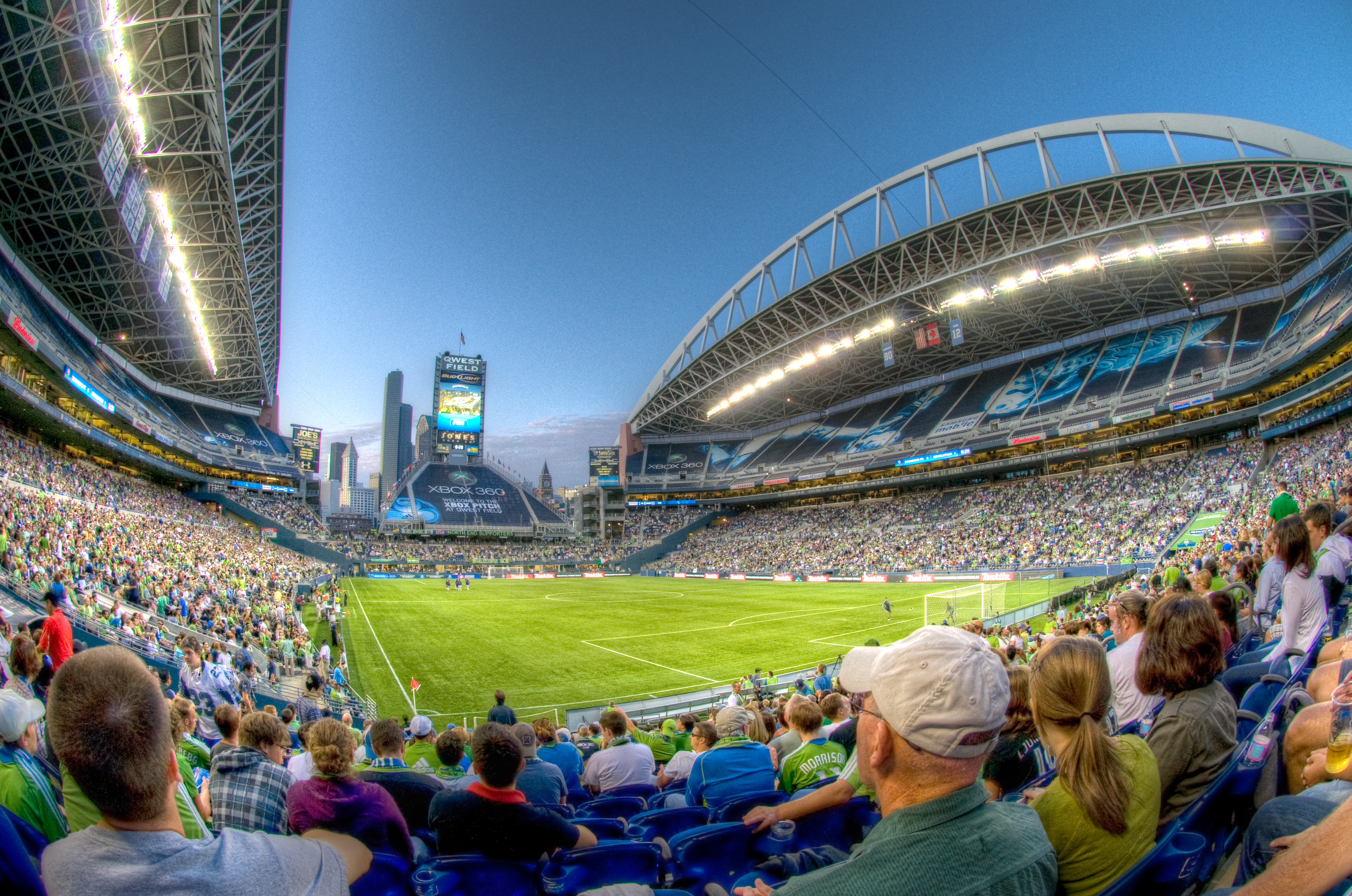
Стадион перед началом игры «Саундерс». Поле с искусственным покрытием FieldTurf

В 2002 году «Сихокс Стэдиум» стал первым стадионом НФЛ, где было установлено искусственное покрытие FieldTurf. Покрытие сделано из пластиковых волокон, которые крепятся в смесь измельчённой резины и песка. В 2008 году тесты показали, что спрессование резины с песком увеличивает риск получения травм у игроков, и было принято решение о замене покрытия. Право на установку поля вновь получила компания FieldTurf, которая смогла сделать лучшее предложение, чем Polytan. Старое покрытие было снято, а вместо него залито новое резиновое основание и установлено новое синтетическое покрытие. Согласно договору о праве на наименование стадиона, компания Qwest заплатила 500 000 долларов за установку поля, а остальную часть заплатили First & Goal. Несмотря на установку нового покрытия, в 2010 году оно не прошло проверку качества ФИФА и не смогло получить 2 звезды. Лишь после установки нового покрытия FieldTurf в 2012 году стадион смог получить сертификат.
На референдуме 1997 года было решено, что на стадионе должно быть установлено естественное травяное покрытие, однако участникам голосования не был предложен вариант с установкой покрытия FieldTurf. Такое покрытие было установлено и хорошо себя зарекомендовало на стадионе «Хаски», где «Сихокс» провели два сезона во время строительства нового стадиона. Поэтому руководство «Сихокс» решило установить такое же и на новом стадионе. Одним из главных достоинств искусственного покрытия является то, что за ним легче ухаживать, чем за естественным, тем более с учётом частых дождей в Сиэтле. Для поддержания естественного покрытия потребовалось бы установка ирригационной системы и системы подогрева стоимостью 1,8 млн долларов, без которых невозможно было бы поддерживать поле в хорошем состоянии в условиях осенне-зимних футбольных матчей. Майк Холмгрен, в то время главный тренер «Сихокс», сказал, что установка FieldTurf было правильным решением и заявил: «игроки любят его и, я думаю, это покрытие сможет предоставить лучшие игры для болельщиков». Местные же болельщики были обеспокоены тем, что отсутствие естественного покрытия может уменьшить шансы Сиэтла получить команду MLS. Они утверждали, что избиратели одобрили строительство, так как новый стадион должен был быть предназначен не только для американского футбола, но и для европейского. Чтобы достичь компромисса, First & Goal согласились платить за установку естественного травяного покрытия на специальных мероприятиях, когда это требуется.
На счёт искусственного покрытия и временного травяного покрытия, используемого для футбольных матчей существовали разные мнения. После того, как бразильская сборная по футболу обыграла в 2008 году Канаду со счётом 3:2, бразильский тренер назвал одной из причиной такой неудачной игры своей команды плохо установленное травяное покрытие. Команда Гренады же наоборот жаловалась на искусственное покрытие после неудачного выступления на Золотом кубке КОНКАКАФ 2009 года. В июле 2009 года федерация футбола США вместо «Куэст Филд» выбрала стадион «Ди Си Юнайтед» «Роберт Ф. Кеннеди Мемориэл Стэдиум» для проведения открытого кубка США по футболу 2009. Генеральный менеджер «Ди Си Юнайтед» назвал травяное поле их стадиона одной из причин, почему предложение их команды более привлекательно. В 2010 году генеральный менеджер «Саундерс» Адриан Ханауер в интервью The Seattle Times рассказал, что уже давно ведутся переговоры между «Саундерс» и компанией Аллена Vulcan о замене поля. В мае 2012 года, когда «Лос-Анджелес Гэлакси» играли в Сиэтле, одной из причин, почему команда не выпустила на поле Дэвида Бэкхема и Робби Кина, было покрытие FieldTurf.
Между августом и ноябрём, когда «Сихокс» так и ФК «Саундерс» проводят свои домашние игры на «Люмен Филд», каждая из команд настаивала, чтобы во время их игр разметка другой команды не была видна. Чтобы этого избежать, руководства команд просили учесть это в расписании поединков, так как на устранение старой разметки и нанесении новой требуется как минимум 48 часов.

## Американский футбол

### Сихокс

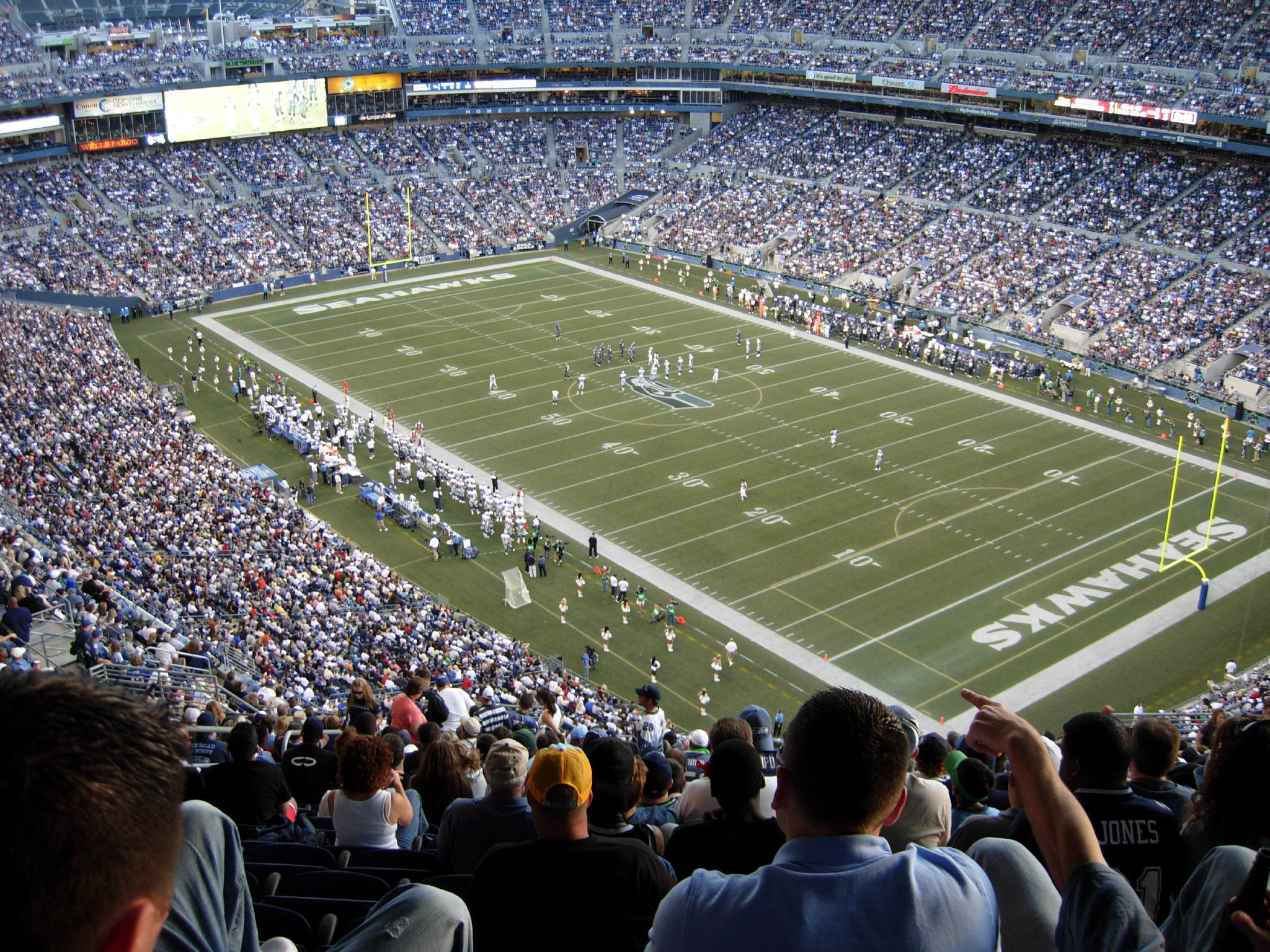
Игра «Сихокс» в 2006 году, снятая с третьего яруса

Ещё до открытия стадиона в 2002 году, Аллен и Боб Уитситт выказывали надежду, что новый стадион поможет «Сихокс» стать претендентом на Супербоул, а Сиэтл будет рассматриваться как место проведения финальной игры. Но, несмотря на то, что стадион может принять до 72 000 человек, НФЛ обычно не рассматривает города с открытыми стадионами, где средняя температура в феврале ниже 10 °C. Количество сезонных абонементов было установлено на уровне 61 000, в результате чего у команды впервые с начала 1990-х годов появилилась очередь на абонементы.
Свой дебютный сезон в новом стадионе «Сихокс» провели в 2002 году. Первым матчем здесь стала предсезонная игра, прошедшая 11 августа 2002 года, в которой «Сихокс» уступили «Индианаполис Колтс» со счётом 28-10. Сезон команда закончила с результатом 7-9. В сезоне 2003 года команда ни разу не проиграла на домашней площадке и смогла выйти в плей-офф. Этот сезон стал первым за последние 17 лет, в котором клуб смог одержать 10 побед.
В следующем году «Сихокс» вновь вышли в плей-офф и сыграли свою первую пост-сезонную игру в «Куэст Филд». В матче, прошедшем 8 января 2005 года, они уступили «Сент-Луис Рэмс». В следующем сезоне команда вновь не проиграла ни одной домашней игры и впервые в своей истории стала чемпионом Национальной футбольной конференции, однако проиграла Супербоул XL. Между 2002 и 2005 годами клуб выиграл 24 из 32 игр регулярного чемпионата, проходивших на стадионе. В 2006 году «Сихокс» завершили сезон с результатом 9-7 и принимали «Даллас Ковбойз» в предварительном раунде плей-офф. За семь минут до конца «Сихокс» проигрывали со счётом 20-13, однако смогли вырвать победу со счётом 21-20. В 2007 году клуб выиграл 7 из 8 домашних игр и в четвёртый раз подряд стал чемпионом дивизиона. «Сенчури Линк-филд» вновь принимал игру уайлд-кард, в которой хозяева одержали победу над «Вашингтон Редскинз». В 2008 году «Сихокс» лишь дважды смогли победить дома. После этого сезона Холмгрен покинул клуб и в интервью назвал «Сенчури Линк-филд»: «замечательное место, чтобы выступать и играть в профессиональный футбол». Он также назвал игры на стадионе «опытом». Под руководством нового тренера «Сихокс» не проиграли ни одного матча на своём стадионе в сезоне 2012 года.
Очень часто на играх в «Сенчури Линк-филд» аншлаг. Несмотря на плохое выступление в 2008 и 2009 годах, команда сохранила владельцев абонементов. Перед сезоном 2008 года 14 000 ранее не распределённых билетов разошлись менее чем за 15 минут после поступления в продажу. К концу сезона 2009 года «Сихокс» на 60 подряд игр распродавали все билеты. После неудачных сезонов количество абонементов было увеличено до 62 000. Наибольшее количество людей в «Сенчури Линк-филд» собрала игра 12 ноября 2007 года против «Сан-Франциско Форти Найнерс», которую посетило 68 311 человек.

### Университетский футбол

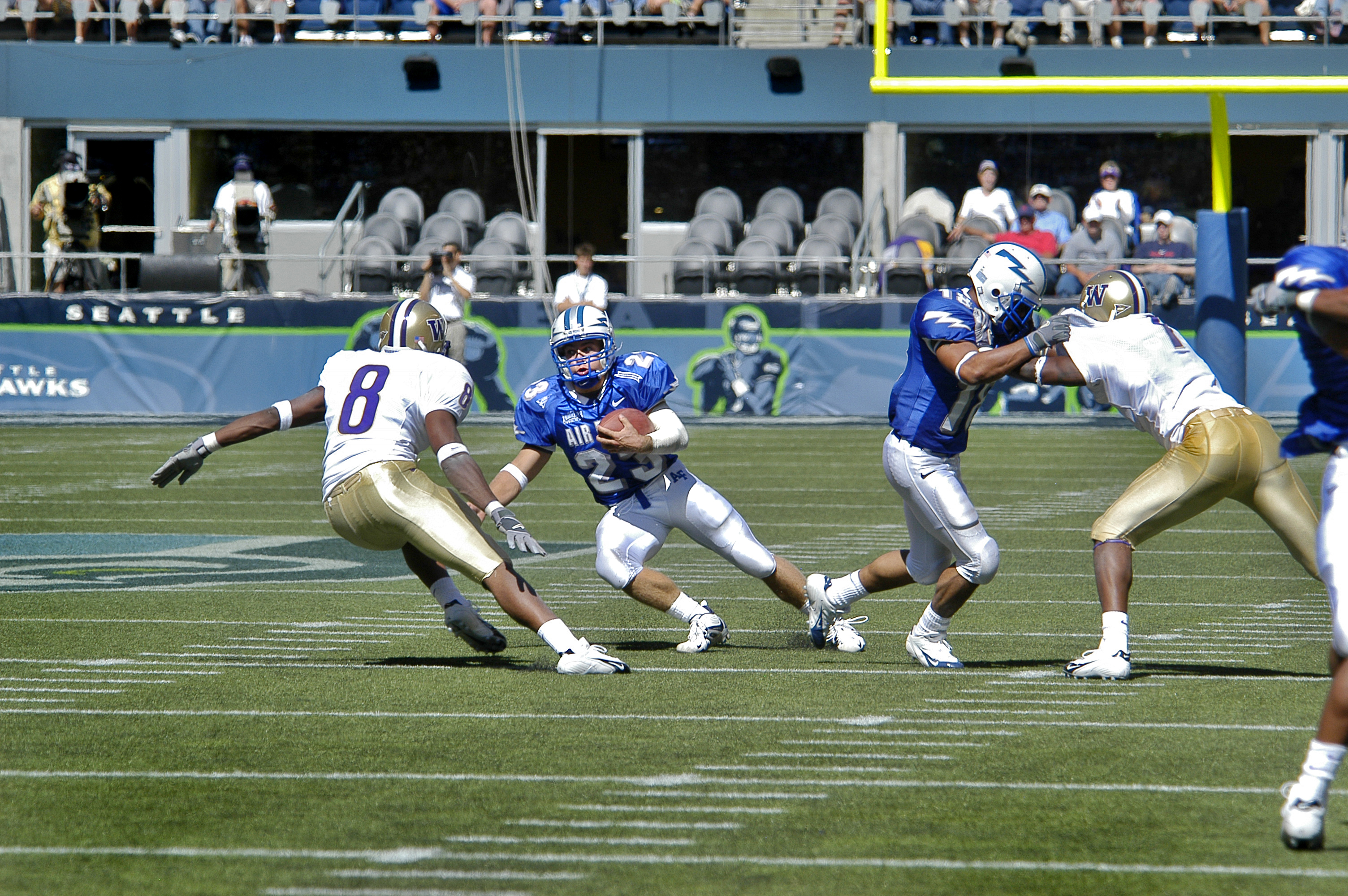
Игра Вашингтонского университета против Академии воздушных сил США в 2005 году

«Сенчури Линк-филд» принимал также игры студенческого футбола. Команда «Вашингтон Хаскис» сыграла на «Сенчури Линк-филд» открывающий матч сезона 2005 года против команды «Эйр Форс Фэлконс». В 2011 году Вашингтонский университет начал 250 млн реконструкцию своего стадиона, поэтому «Хаскис» и «Вашингтон Стэйт Кугарс» провели Apple Cup 2011 на «Сенчури Линк-филд». «Хаскис» же провели здесь и весь следующий сезон.
С 2002 по 2009 год «Вашингтон Стэйт Кугарс» проводили на стадионе по одной домашней игре в год. Одной из такой игр стала 86-я «Битва Палус» против «Айдахо Вэндалс» в 2003 году. «Кугарс» выиграли пять из восьми игр на «Сенчури Линк-филд», а посещаемость игр варьировалась от 42 912 до 63 588 человек. Несмотря на то, что университет находится в 500 км от стадиона, команда выказывала важность этих игр и связанных с ними мероприятиями и говорилось о возможности проведения их и в будущем. Спортивный директор университета объявил, что «Кугарс» возможно вернутся в «Сенчури Линк-филд» в 2011 году, но, чтобы был смысл от проведения игры, её должно посетить не менее 50 000 человек.
В апреле 2009 года было предложено проводить ежегодный Кубок Яблока между командой из Сиэтла «Хаскис» и командой из Пуллмана «Кугарс» в «Сенчури Линк-филд» на протяжении шести последующих лет, начиная с 2010 года. Однако, университеты не смогли договориться о разделе доходов с продажи билетов, а бизнес-комитет Пулмана высказывал опасение, что проведение мероприятия вдали от их города может негативно повлиять на местную экономику.
В 2002 году «Сихокс Стэдиум» принимал Сиэтл Боул, в котором «Уэйк Форест» одержал победу над «Орегоном» со счётом 38-17. Первый Сиэтл Боул был проведён годом ранее в «Сэфико-филд», однако мероприятие было прекращено, так как организаторы не смогли обеспечить финансирование в 2003 году. Несмотря на усилия Спортивного комитета Сиэтла, последующие попытки возобновить Сиэтл Боул оказались безуспешными. В 2008 году был разработан бизнес-план для проведения игры в 2010 году, доходы от неё планировалось направить на детскую больницу Сиэтла.
С момента открытия стадиона на нём проводили свои игры команды низших дивизионов NCAA. С 2003 по 2008 год каждый год команды второго дивизиона из Западного вашингтонского университета и Центрального вашингтонского университета проводили между собой игру, получившую название «Битва в Сиэтле». Все встречи, кроме игры 2004 года, выиграл Центральный университет и каждый год матчи собирали более 11 000 зрителей. По окончании сезона 2008 года Западный университет закрыл свою футбольную программу, после чего Центральный университет договорился с Западным орегонским университетом о проведении игр в 2009 и 2010 годах. В «Битве в Сиэтле VII», которую пришло посмотреть 5374 человек, Центральный университет вновь одержал победу.
31 октября 2009 года команда первого дивизиона NCAA Восточного вашингтонского университета впервые сыграла в «Сенчури Линк-филд». Целью проведения этого матча стало привлечение выпускников не только проживающих рядом с городом, но и живущих в западных районах штата. Игра, названная «Showdown on the Sound», закончилась победой Восточного университета над «Портленд Стэйт Викингс». Согласно заявлению спортивного директора университета, стоимость аренды «Куэст-филд» составляла 50 000 долларов в день.

### Выступления школьных команд
«Сенчури Линк-филд» также использовался для проведения игр школьных футбольных команд. Вашингтонская ассоциация межшкольной деятельности проводила здесь ежегодный турнир Emerald City Kickoff Classic. Мероприятие представляет собой серию открывающих сезон игр между лучшими командами штата.
На стадионе проходит ежегодный матч «Лучший на Западе» между лучшей командой штата Вашингтон и лучшей командой из другого штата. 4 сентября 2004 года игру между вашингтонской школой Беллевью и калифорнийской школой Де Ла Сэлле пришло посмотреть 25 000 человек, что стало рекордом посещаемости штата для школьного мероприятия. В игре Беллевью смогли победить команду из Калифорнии, таким образом прервав их выигрышную серию из 151 победы. 16 сентября 2009 года Беллевью вновь одержала победу над одной из лучших школ Калифорнии со счётом 39-20. Обе команды очень высоко оценивались газетой USA Today, которая поставила калифорнийскую команду на третье место, а вашингтонскую на шестнадцатое среди всех школьных команд страны. В 2009 году, после анонса матча между школой Скайлайн и орегонской иезуитской школой, организаторы игры предложили телекомпании Fox Sports показать его по телевидению, однако договориться так и не смогли.
Внутри «Люмен Филд» есть большая художественная экспозиция, называемая The State of Football, которая отдаёт дань уважения школьному футболу штата Вашингтон. Она содержит рисунки Вашингтона и копии футбольных шлемов каждой школьной команды штата. Эта экспозиция является частью большой художественной программы стадиона, создание которой было частью соглашения между городом и First & Goal.

## Футбол

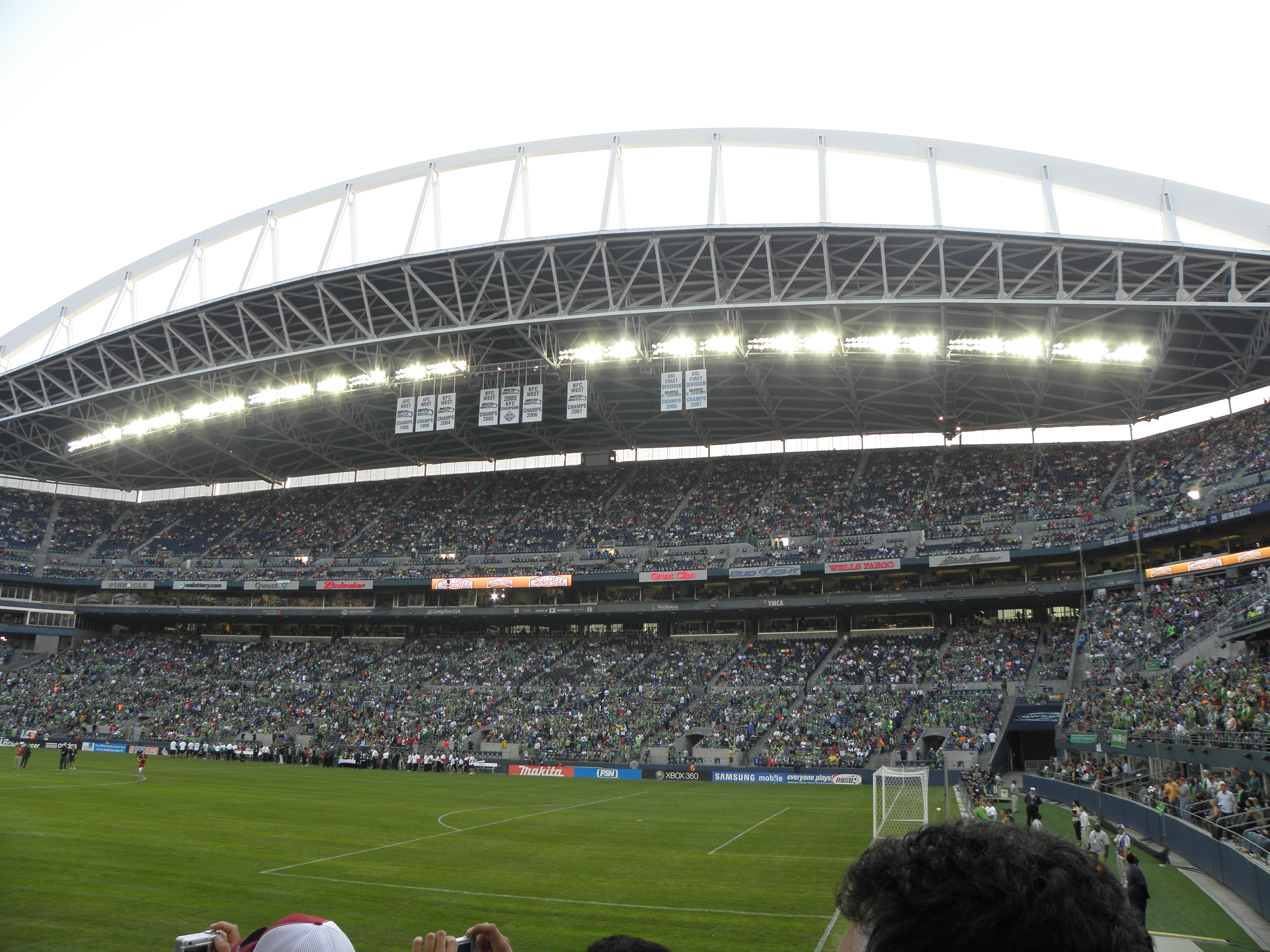
Стадион перед началом товарищеского матча между «Саундерс» и «Барселоной»

«Люмен Филд» был также спроектирован для возможности проведения футбольных матчей. Стадион соответствует требованиям ФИФА по размерам и в нём есть две отдельные раздевалки для футбольных команд. Расположение камер было выбрана с учётом оптимального показа матчей по телевидению. В «Сенчури Линк-филд» прошло множество товарищеских игр, включая матчи с такими зарубежными клубами как «Манчестер Юнайтед», «Барселона», «Селтик», «Реал Мадрид», «Челси», «Америка» и «Гвадалахара». Эти игры пользовались огромной популярностью среди болельщиков и первая же товарищеская игра между «Манчестер Юнайтед» и «Селтиком» собрала полный стадион — 66 772 человека. Здесь также проходили товарищеские матчи национальных сборных Бразилии, Венесуэлы, Мексики и Китая. Во время международных матчей искусственное покрытие заменялось на травяное.
В 2005 году «Куэст Филд» принимал матчи группы Б Золотого кубка КОНКАКАФ 2005. Здесь прошли игры с участием сборных США, Коста-Рики, Канады и Кубы. 4 июля 2009 года здесь вновь прошло две игры Золотого Кубка КОНКАКАФ 2009. Во втором матче сборная США легко обыграла со счётом 4:0 Гренаду, которая впервые играла на таком высоком уровне. «Сенчури Линк-филд», наряду с 58 другими стадионами, рассматривался как место проведения матчей чемпионата мира по футболу в 2018 или 2022 году. Когда обсуждался Сиэтл как кандидат, президент Американской футбольной федерации назвал «Куэст Филд» «ареной мирового уровня». 22 ноября 2009 года он стал местом проведения 14-го ежегодного Кубка MLS между «Реал Солт-Лейк» и «Лос-Анджелес Гэлакси», в котором «Солт-Лейк» выиграли по пенальти перед 46 011 болельщиками.
На стадионе запланировано проведение матчей чемпионата мира по футболу 2026 года.

### Саундерс (USL)
Первыми спортивными событиями на стадионе стали два матча, прошедшие 28 июля 2002 года, в которых женская команда «Саундерс Селект Вименс» обыграла «Ванкувер Брейкерс» со счётом 4:3, а «Сиэтл Саундерс» из Объединённой футбольной лиги оказались сильнее «Ванкувер Уайткэпс». Матч прошёл на глазах 25 515 зрителей и закончился со счётом 4:1. С 2003 года команда из USL стала использовать «Сихокс Стэдиум» как своё домашнее поле. Хотя команда была озабочена высокой арендной платой и полупустыми трибунами, их привлекала возможность привлечения спонсоров и местоположение стадиона. По итогам первого сезона средняя посещаемость арены составила 3452 человека, что больше 2583 человек, приходивших на матчи в 2002 году в «Мемориальном стадионе Сиэтла». В 2005 году команда на глазах 8011 человек одержала победу над «Ричмонд Кикерс» со счётом 2:1 и завоевала чемпионский титул USL. Забивший победный гол Скотт Дженинкс после игры объявил о завершении своей карьеры.
В 2008 году, в результате расширения MLS, в Сиэтле появилась команда ФК «Саундерс», которая решила усовершенствовать спортивный комплекс «Старфайр» в Такуиле и команда из USL практически весь сезон выступала в нём. Это объяснялось тем, что менеджмент команды счёл хорошей идеей тренироваться и играть в этом комплексе для тех игроков, которые бы хотели перейти в новую команду. Последний раз «Саундерс» вышли на поле «Куэст Филд» в матче — открытии сезона 2008 года. На игру против «Портленд Тимберс», закончившийся безрезультатной ничьей, пришло посмотреть 10 184 человека.

### ФК «Саундерс»

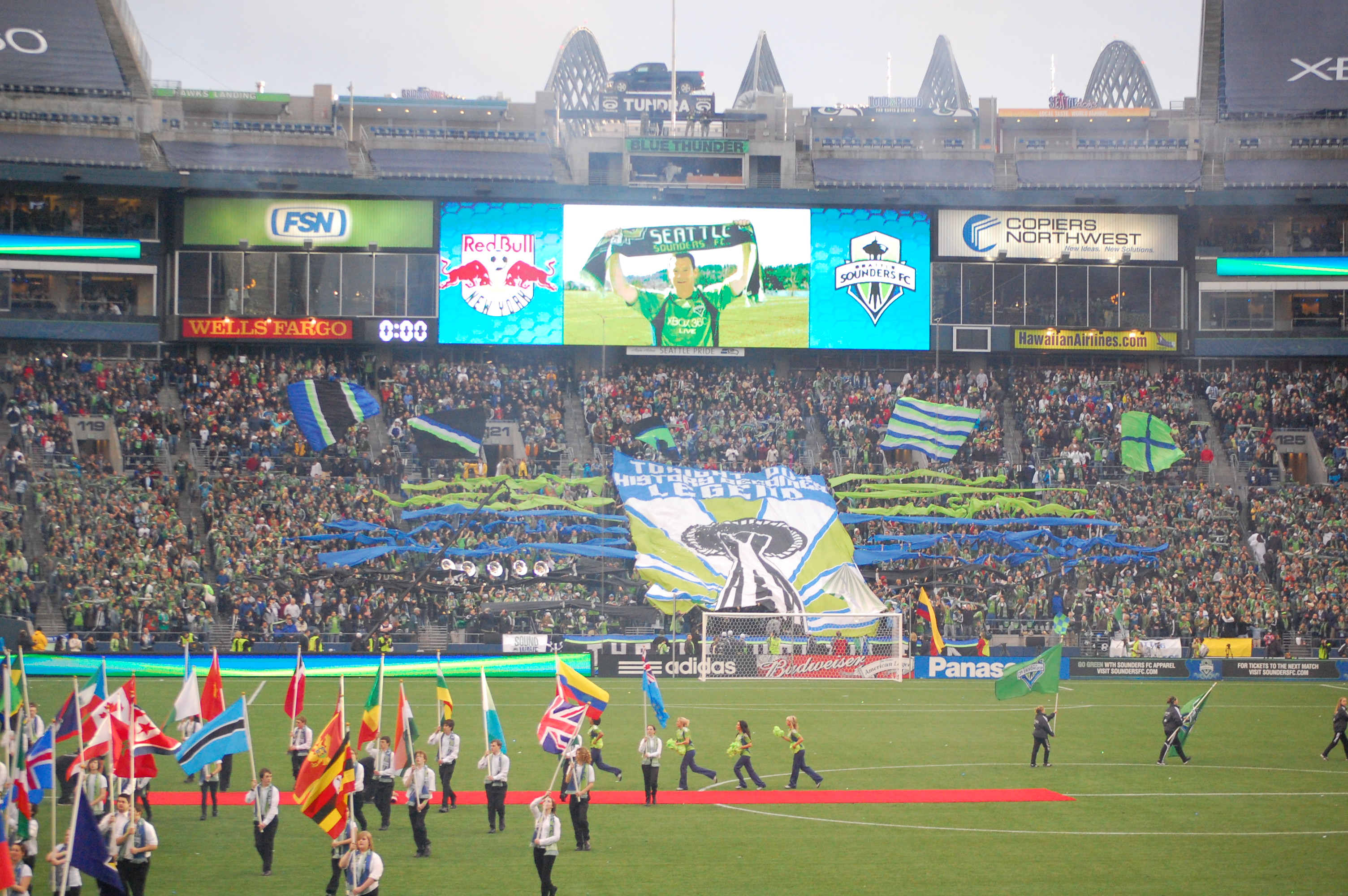
Южная трибуна перед началом дебютного матча ФК «Саундерс»

В 1997 году возможность появления команды MLS в городе склонило общественное мнение к строительству нового стадиона, так как ещё в 1996 году Сиэтл рассматривался как один из десяти претендентов на получение нового клуба, однако отсутствие современного футбольного стадиона негативно сказалось на его шансах. В 2007 году было объявлено, что в результате расширения MLS в городе появится новая команда. Свой дебютный матч в регулярном чемпионате ФК «Саундерс» сыграли 19 марта 2009 года, в котором команда со счётом 3:0 одержала свою первую победу.
Ещё до старта своего дебютного сезона, «Саундерс» установили рекорд по продаже сезонных абонементов среди всех клубом MLS. Они продали все 22 000 предложенных абонементов. Клуб создал специальный сайт, который использовался для рассадки владельцев абонементов на основе их личных предпочтений. В первой половине дебютного сезона верхний ярус стадиона не использовался и был закрыт брезентом, таким образом вместимость стадиона составляла 27 700 человек. Так клуб стремился создать на стадионе более уютную атмосферу и поощрить более раннюю покупку абонементов. В такой уменьшенной конфигурации матчи ФК «Саундерс» каждый раз собирали полный стадион. Главный же владелец клуба сказал, что он не будет довольным, пока весь стадион не будет открыт полностью.
Дизайн стадиона был разработан таким образом, что можно было легко открыть дополнительные секции в случае необходимости, поэтому, когда билеты продолжили полностью распродаваться, были открыты дополнительные секции и вместимость стадиона увеличилась до 32 400 человек. В первый год своего существования ФК «Саундерс» установили рекорд MLS по средней посещаемости, которая составила 30 943 человека. После сезона 2009 года вместимость была увеличена до 35 700 человек. В 2011 году «Саундерс» продолжили удерживать рекорд посещаемости лиги — 38 496 человек. После открытия «гнезда ястреба» в 2012 году вместимость стадиона составил 38 500 человек. В июле 2011 года «Саундерс» установили рекорд штата по посещаемости одной футбольной игры. Матч против «Манчестер Юнайтед» пришло посмотреть 67 052 человека. 15 октября 2011 года на стадионе были установлены дополнительные сидения, что позволило на финальный матч сезона собрать 64 140 человек, которые смогли увидеть победу своей команды и посмотреть церемонию чествования голкипера Кейси Келлера, объявившего о завершении карьеры. 7 октября 2012 года был установлен новый рекорд посещаемости. 66 452 человека пришло посмотреть на матч против «Портленд Тимберс», закончившийся победой домашней команды со счётом 3:0. Также как и у «Сихокс» у команды появилось большое количество неистовых болельщиков. Газета The Seattle Times написала «был установлен новый стандарт посещаемости и атмосферы в день игры» благодаря полностью забитым трибунам.
«Куэст Филд» принимал два финальных матча Открытого кубка США по футболу. 5 октября 2010 года был побит рекорд посещаемости турнира, продержавшийся 81 год. За матчем между ФК «Саундерс» и «Коламбус Крю» наблюдало 31 311 человек. Этот рекорд был побит уже в следующем году, когда «Сенчури Линк-филд» вновь принимал финал этого турнира. 4 октября 2011 года победу Сиэтла над «Чикаго Файр» увидело 36 615 человек.

## Другие мероприятия

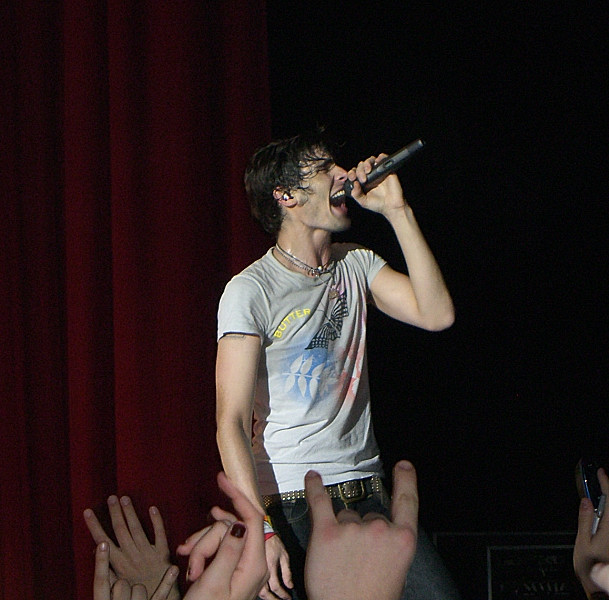
Концерт группы The All-American Rejects в театре Wamu

В 2005 году стадион стал местом проведения соревнований по Суперкроссу, которые посетило около 50 000 человек. Ранее в Сиэтле подобные мероприятия проводились в «Кингдоуме» в 1999 году. Для создания трассы было привезено 650 грузовиков земли.
На «Сенчури Линк-филд» с концертами выступали такие исполнители, как The Rolling Stones, U2, Metallica и многие другие. Здесь проходили торговые и потребительские выставки. В «Ивент-центре», расположенном рядом со стадионом, проходят предыгровые мероприятия перед играми «Сихокс» и «Маринерс». Согласно сайту Public Stadium Authority «Ивент-центр» принёс более полумиллиарда долларов в экономику региона.
Ранее «Ивент-центр» был назван «худшим сооружением в городе», но в 2006 году AEG Live и First & Goal совместно создали новый театр. Компания Washington Mutual купила права на его название и дала ему название «WaMu Theater». Пространство в новом театре позволяет собрать 32-метровую (в ширину) сцену, которая может быть демонтирована и хранится на стадионе. Также была улучшена акустика. Были установлены панели на крыше и большой занавес. В зависимости от конфигурации, он может вмещать 3300, 4000 и 7000 человек. Первый концерт в обновлённом театре, на котором выступил Seal, прошёл 6 ноября 2006 года. В июне 2011 года центр был переименован в «Сенчури Линк-филд Ивент-центр».
Сооружение также использовалось для публичных выступлений. 12 апреля 2008 года перед 50 817 зрителями с 28-минутной речью здесь выступил Далай-лама XIV. Это мероприятие стало частью пятидневного Seeds of Compassion, проходившего в Сиэтле. В рамках предвыборной кампании 2008 года по поддержки Кристины Грегуар в «Ивент-центре» перед 1600 слушателями выступила с речью Мишель Обама.

## Спонсорские соглашения

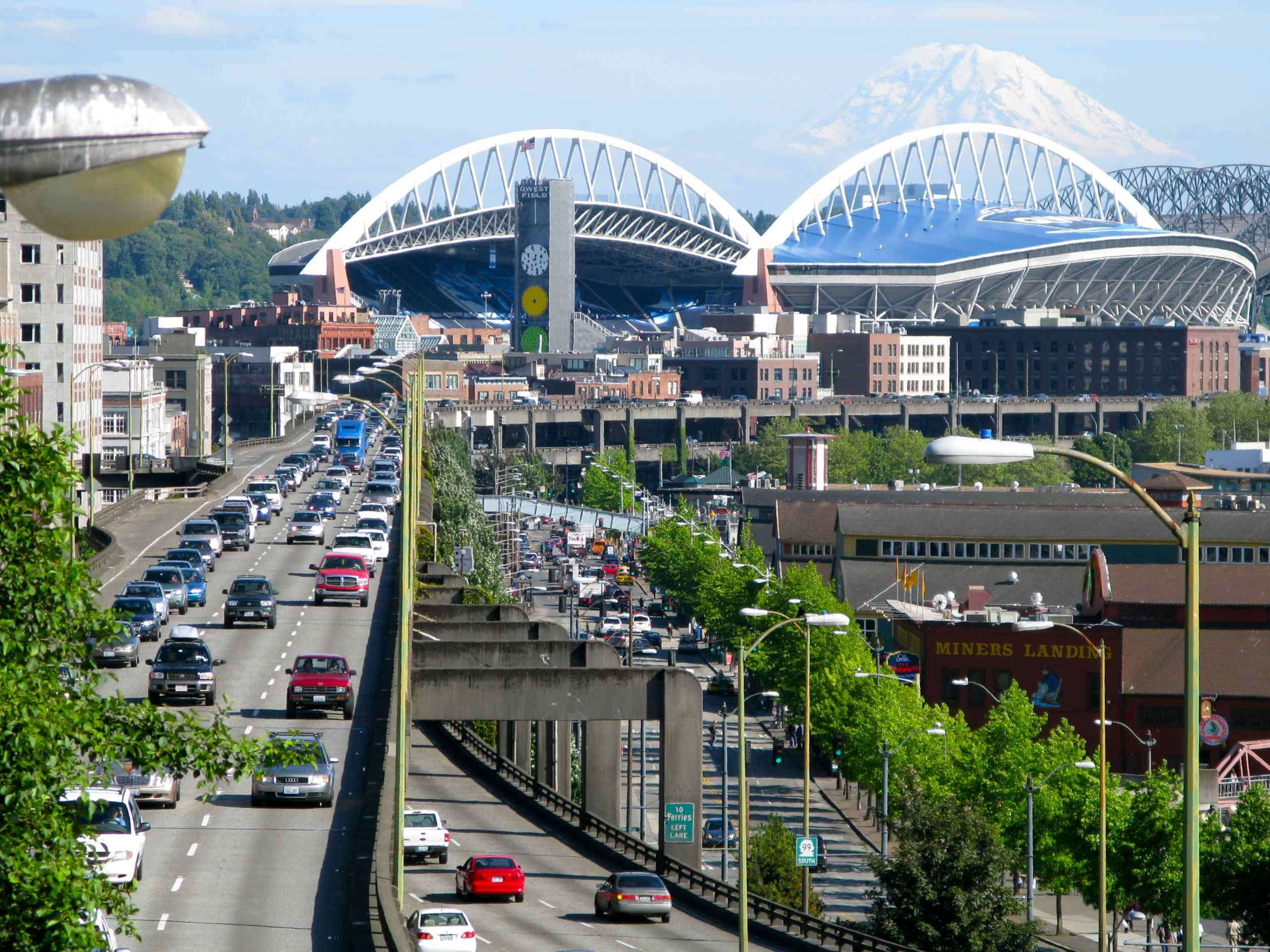
Крыша «Куэст Филд», выкрашенная в голубой цвет в 2010 году

Первоначально стадион назывался «Сихокс Стэдиум». В июне 2004 года телекоммуникационная компания Qwest купила права на название, заключив договор стоимостью 75 млн долларов на 15 лет, и стадион сменил название на «Куэст Филд». Согласно договору, полученные средства должны были использоваться на поддержание и усовершенствование сооружения. Остаток денег идёт на детские игровые площадки. После покупки CenturyLink компании Qwest, 23 июня 2011 года стадион официально сменил своё название на «Сенчури-Линк Филд». В сентябре 2020 года CenturyLink провёл ребрендинг в Lumen Technologies, по причине чего 19 ноября 2020 года стадион был переименован в «Люмен Филд». Во время игр ФК «Саундерс», согласно спонсорскому договору с Microsoft, игровое поле носит название «The Xbox Pitch at CenturyLink Field» (рус. Футбольное поле Xbox в «Сенчури-Линк Филд»). Согласно проведённому опросу среди читателей The Seattle Times, самым популярным неофициальным названием стадиона среди болельщиков является «The Clink».
Внутри стадиона расположено 48 торговых палаток, а также рестораны и комнаты отдыха. Наряду с обычными закусками, посетители имеют возможность купить бутерброды с форелью, закуски с крабами и свежесваренное пиво. В 2006 году Levy Restaurants заключили пятилетний контракт со стадионом на поставку еды и закусок, заменив Aramark. А в мае 2007 года местная компания Jones Soda смогла сделать лучшее предложение, чем Coca-Cola и подписать трёхлетний контракт на поставку напитков. Таким образом, «Сенчури Линк-филд» был единственным стадионом в НФЛ, не имеющим контракт с Coca-Cola или Pepsi. В 2010 году Coca-Cola смогла выиграть следующий пятилетний контракт на поставку напитков.

## Расположение и транспорт

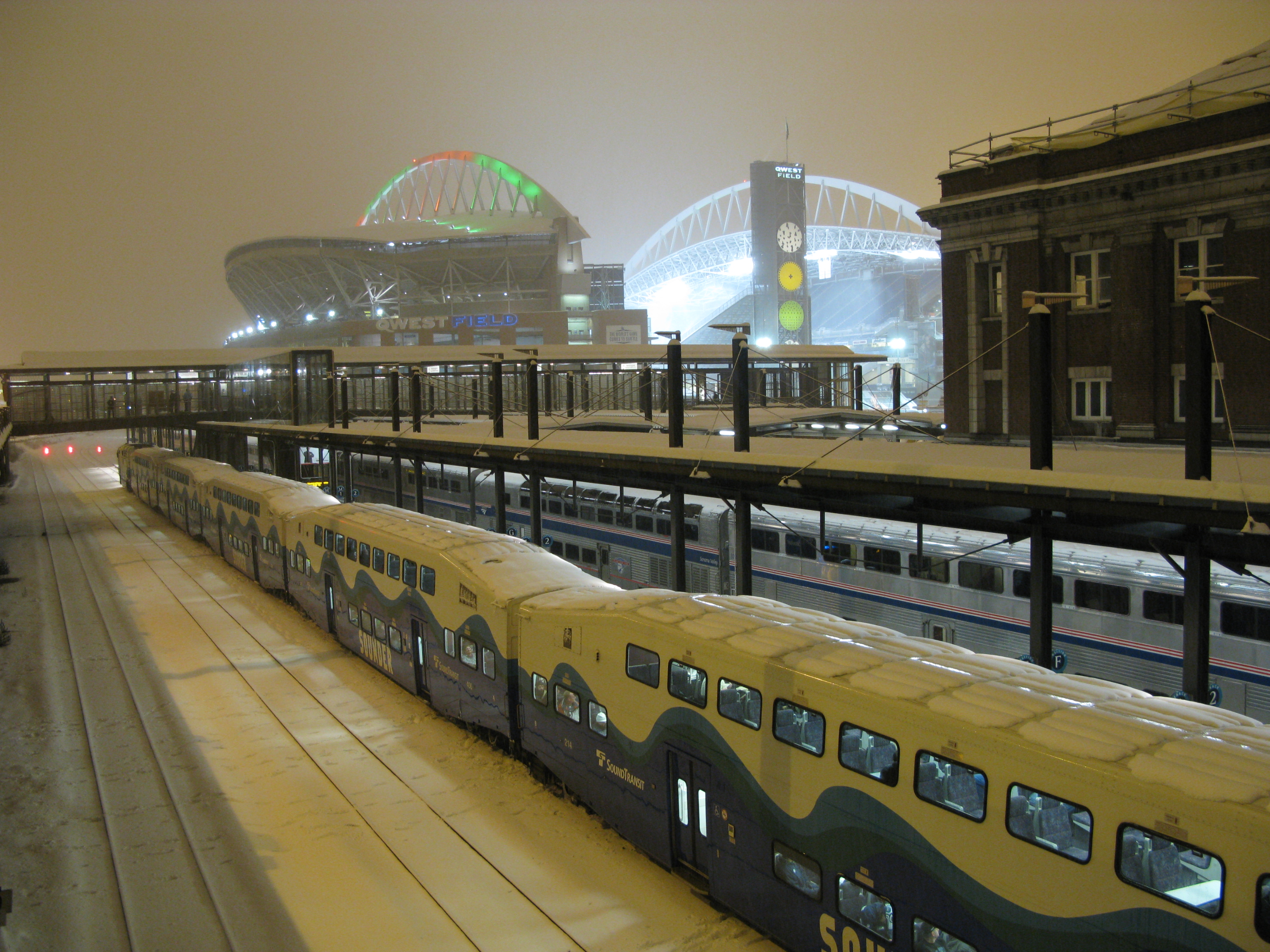
Поезд на станции «Кинг-Стрит» после игры «Сихокс»

«Люмен Филд» граничит с Пайниэр-сквер (англ. Pioneer Square), районами Интернешнл и Индастриал. Референдум о строительстве стадиона также включал в себя создание программы по управлению транспортом, а компания First & Goal по условию аренды должна согласовывать с соседним «Сэфико Филд» расписание мероприятий для предотвращения пробок. Согласно договору, два мероприятия, общая посещаемость которых превышает 58 000 человек, должны проходить с интервалом не менее 4 часов. Соглашение также предусматривает координацию проезда общественного транспорта в дни игр. Болельщики могут воспользоваться железнодорожной станцией «Кингс-Стрит», а в дни, когда на стадионе ожидается аншлаг, выпускают дополнительные поезда. Sounder commuter rail работает и в воскресенье, если игра «Сихокс» проходит в этот день, а также обеспечивает дневные поезда для субботних игр ФК «Саундерс». В 2008 году городская электричка привезла более 64 000 болельщиков на стадионы. 18 июля 2009 года перед игрой между «Саундерс» и «Челси» было запущено лёгкое метро между Ситаком и центром города.
«Люмен Филд» граничит с автомагистралями 5 и 90 на востоке и дорогой штата Вашингтон 99 — на западе. Дорога 519 соединяет I-90 с окрестностями стадиона. Местные власти согласовали строительство погрузочной станции для товарных поездов, проезжающих с правой стороны от «Люмен Филд» и «Сэфико Филд». В мае 2010 года была построена дорога рядом с южной стороной стадиона, которая улучшила доступ к комплексу. Рядом со стадионом находится гараж на 2000 паркомест и ещё 8400 мест расположены в окрестностях. Начиная с 2011 года, рядом со стадионом началось строительство здания Stadium Place, которое заняло часть парковочных мест на северной стороне стадиона.

## Премии и награды
- Grand Award — Institutional в категории «Строительная команда года» от журнала Building Design + Construction.
- Engineering Excellence Award от Американского совета проектных компаний.
- Merit Award в категории «Новое здание» от Ассоциации генеральных подрядчиков Америки.
- Section Award в категории «Внешнее освещение» от Светотехнического общества Северной Америки (IESNA). Отделение Туин-Сити[139].